# 灰叶梾木
灰叶梾木（学名：Swida poliophylla）为山茱萸科梾木属下的一个种。

## 扩展阅读
- 維基物種上的相關：灰叶梾木